# ぴゅあ娘 リローデッド
超ぴゅあ娘（ちょうぴゅあっこ、super pyuacco）は、2025年2月28日に始動した日本の女性アイドルグループである。
前身はビューティフルワン・プロデュースの「渋谷アイドルプロジェクト」第一弾。2014年の結成当初のユニット名は「ぴゅあ娘（仮）」。その後2015年に「ぴゅあ娘」と改称していたが、2017年9月に「ぴゅあ娘リローデッド」に改称した。
2025年2月28日より、超エモカワ系アイドル「超ぴゅあ娘-super pyuacco-」に改名。正式メンバーはまだ未発表である。

## 概要
2014年10月、ユニット名「ぴゅあ娘（仮）」として結成され、2015年2月28日よりライブ活動開始。同年8月8日に「ぴゅあ娘」に改称した。
ビューティフルワンがプロデュースする「渋谷アイドル・プロジェクト」第一弾。ファンの総称は「PURE SOUL（ピュアソウル）」。ファンとの一体感で盛り上げるエモーショナルなライブが特徴である。また、エモカワ系（エモーショナルでカワイイ）アイドルユニットとして、特に女子中高生に人気を誇る。メンバーは「あおむす（全国のアイドルグループでの期間限定コラボユニット）」も兼任していた。
2017年9月2日に新体制を発表し、ユニット名を「ぴゅあ娘 リローデッド」に改称。メンバーの芸名も「ゆうにゃぴ」が「勅使河原 優奈」に、「まりちょす」が「雨宮 真梨子」にそれぞれ変更（「みくめろ」は先行して7月15日に「かいぬまみく」に変更）。旧芸名はそれぞれ愛称として使用することとなった。

## メンバー
現メンバー（2018年11月24日現在）
| 名前                                | 愛称（旧芸名） | 生年月日（年齢）      | 身長  | 出身地   | カラー | 備考                                 |
| ----------------------------------- | -------------- | --------------------- | ----- | -------- | ------ | ------------------------------------ |
| 勅使河原 優奈 （てしがはら ゆうな） | ゆうにゃぴ     | 1996年5月6日（29歳）  | 153cm | 埼玉県   | 赤     | リーダー 読者モデル出身              |
| かいぬまみく                        | みくめろ       | 1997年7月30日（27歳） | 161cm | 神奈川県 | 黄     | 休業中 サブリーダー 人気キャス主     |
| 雨宮 真梨子 （あめみや まりこ）     | まりちょす     | 1997年10月1日（27歳） | 160cm | 神奈川県 | ピンク | 不思議系キャラ                       |
| 双葉 春菜 （ふたば はるな）         | はるもん       | 1998年4月9日（27歳）  | 156cm | 神奈川県 | 青     | 2018年1月～ 候補生。正規に昇格予定。 |

研修生
| 名前                         | 愛称（旧芸名） | 生年月日（年齢） | 身長 | 出身地 | カラー   | 備考          |
| ---------------------------- | -------------- | ---------------- | ---- | ------ | -------- | ------------- |
| 朝摘 苺葉（あさつみ いちは） | はーちゃん     |                  |      | 岩手県 | パープル | 2021年3月27日 |
|                              |                |                  |      |        |          |               |

元メンバー・元候補生
| 名前                            | 愛称（旧芸名） | 生年月日（年齢）       | 身長  | 出身地   | カラー   | 備考                                                         |
| ------------------------------- | -------------- | ---------------------- | ----- | -------- | -------- | ------------------------------------------------------------ |
| 尾崎 愛季 （おざき あき）       | あきちゃん     | 1997年10月12日（27歳） | 152cm | 神奈川県 | 緑       | 2015年5月20日 候補生から昇格 2017年10月1日 卒業              |
| 岩城 ありす （いわしろ ありす） | ありす         | 2003年2月13日（22歳）  | 164cm | 東京都   | オレンジ | 2018年1月～4月 候補生として活動 後に STU48第2期生 近藤ありす |
| 愛野 すみれ （あいの すみれ）   | すーみん       | 2001年4月20日（24歳）  | 158cm | 埼玉県   | 紫       | 2018年5月～6月 候補生として活動 後に NMB48第6期生 小林莉奈   |
| 雲野 江理 （くもの えり）       | えーたん       | 1995年3月6日（30歳）   | 162cm | 東京都   | 白       | 2018年7月～8月 候補生として活動                              |
| 月城 楓夏                       | ふちゃん       | 月16日                 |       |          | オレンジ | 〜7月27日                                                    |

## 作品
|     | タイトル                                         | 発売日         | 企画品番    | 備考                 | 最高位(デイリー総合) | 最高位(週間総合) | 最高位(インディーズ週間) |
| --- | ------------------------------------------------ | -------------- | ----------- | -------------------- | -------------------- | ---------------- | ------------------------ |
| 1st | LOVE&PEACE届け隊‼/ビギナーズラックでもいいじゃい | 2016年7月26日  | BEAUTI-2～7 | 全国流通シングル     | 4位                  | 34位             | 2位                      |
| 2nd | エモーショナルレスキュー/初恋レトリック          | 2018年12月26日 | UICZ-5105   | 初のメジャーシングル |                      |                  |                          |

## 活動履歴

### 2014年
- 10月10日 「ぴゅあ娘（仮）」を結成する。メンバーはゆうにゃぴ（勅使河原優奈）、みくめろ（かいぬまみく）、まりちょす（雨宮真梨子）の3名。

### 2015年
- 01月04日 SHOWROOM「ぴゅあ娘（仮）新メンバーオーディション」にてあきちゃん（尾崎愛季）が候補生となる。
- 02月28日 渋谷gladにて初ライブを行う。メンバーはゆうにゃぴ、みくめろ、まりちょす、候補生あきちゃん。
- 05月06日 東京キネマ倶楽部 青SHUN学園主催ライブに出演。
- 05月20日 候補生あきちゃんが正式メンバーに昇格。
- 07月05日 鎌倉OTODAMA SEA STUDIO「ハダケテ’2015」オープニングアクト。
- 08月08日 東京アイドル劇場での単独公演より、ユニット名から（仮）を外し「ぴゅあ娘」に改称。
- 09月05日 Zepp DiverCity TOKYOにて「第一回東京アイドル音楽祭」に出演。
- 11月16日 @JAM応援宣言！『@JAM THE WORLD』SHOWROOM番組ゲスト。
- 11月22日 恵比寿LIQUIDROOM　『@JAM the Field vol.8』オープニングアクト。
- 11月23日 秋葉原セフィロティックツリーにて「攻殻機動隊　新劇場版」公式モデルのゆうにゃぴとみくめろが店頭販売。
- 11月26日 目黒FM『安田大サーカス クロちゃんのIDOL STA@TION』にゲスト出演。
- 12月05日 初のワンマンライブ「オリコンチャートへの道」を開催[4]。 インディーズシングル「初恋レトリック」を手売りで1,000枚完売する。
- 12月30日 日本テレビ「ナカイの窓」でステージの模様が放映される。

### 2016年
- 01月23日 初遠征を海外とし、台湾台北PIPE LIVE MUSIで2DAYSを敢行。
- 02月13日 上野音横丁にて、青SHUN学園＆ぴゅあ娘 PRESENTS「バレンタインデーツーマンLive！」を行う。
- 03月13日 上野音横丁にて、ぴゅあ娘 初主催「ホワイトデースペシャル」と「ぴゅあ娘♡活動一周年記念ライブ」supported by DMM.yellを行う。
- 04月27日 渋谷club asiaにて 第2回「Tokyo Candoll」準決勝 フランス・パリJapan Expo公式コラボレーション大会に出演。※90組中、獲得ポイント総合1位で決勝進出。
- 05月02日 【全国6大都市ツアー・福岡】初の国内遠征を全国ツアーでスタートする。
- 05月03日 Zepp FUKUOKA
- 05月07日 ベルサール高田馬場「大江戸ビール祭り2016春」に出演。
- 05月22日 TSUTAYA O-EAST 第2回「Tokyo Candoll」決勝 フランス・パリJapan Expo公式コラボレーション大会。
- 06月04日 【全国6大都市ツアー・大阪】
- 06月05日 【全国6大都市ツアー・名古屋】
- 06月18日 【全国6大都市ツアー・北海道】
- 07月03日 東京キネマ倶楽部にて、「ぴゅあ娘 2ndワンマンライブ ～CD全国デビュー記念6大都市ツアー」を行う。
- 07月04日 SHOWROOMスタジオ放送にて、みくめろがサブリーダーに就任。
- 07月16日 【全国6大都市ツアー・台湾】 ＜台湾＞嘉義文化創意產業園區 『wake up festival 覺醒音樂祭 2016』に出演[5]。
- 07月17日 【全国6大都市ツアー最終日・台北】＜台湾＞台北 PIPE LIVE MUSIC『Ciao！ Idol Live』
- 07月25日 初の全国流通シングル「LOVE&PEACE届け隊!! /ビギナーズラックでもいいじゃない」が、7/25付のオリコンデイリーシングルランキングで総合4位を獲得。
- 07月30日 豊洲PIT「熊本地震復興支援アイドルライブ　WANGAN MUSIC CARNIVAL ～ぶっちぎりの絆～」
- 07月31日 新宿NSビル「NS夏祭り2016～アイドルフェス～」
- 08月08日「LOVE&PEACE届け隊!! /ビギナーズラックでもいいじゃない」が、7/25付のオリコンインディーズウィークリーランキングで2位を獲得。
- 08月17日 ベルサール高田馬場B2大ホール「世界一周ビール祭り～激辛グルメツアー」に数日出演する。
- 09月26日　渋谷TSUTAYA O-EAST「Road to IDOLidge Carnival in TAIPEI」
- 10月01日 【台湾遠征】 台湾Jack's Studio（杰克音樂）「IDOLidge Carnival in TAIPEI」
- 10月02日 【台湾遠征】 花漾Hana展演空間「IDOLidge Carnival in TAIPEI」
- 10月16日 吉祥寺CLUB SEATA「ぴゅあ娘＆青SHUN学園 大生誕祭」を開催。まりちょすとあきちゃんの生誕祭も行う。
- 10月30日 【名古屋遠征】名古屋ボトムライン　CBCテレビ『アイドリぃむ TV!』prezents!『アイドリぃむ LIVE SPECIAL‼︎』
- 11月19日 駒沢オリンピック公園「東京和牛ショー2016 ～アイドルステージ～」
- 11月20日 BSジャパン【VTR出演】アイドル魂 なだれ坂ロック！にVTR出演
- 12月24日 ぴゅあ娘＆青SHUN学園×めいどりーみん新宿東口店 コラボカフェ「Xmasパーティー2016」

### 2017年
- 01月01日 赤坂BLITZ「きみだけLIVE元旦フェス!! in 赤坂BLITZ」
- 01月03日 新宿BLAZE「アイドル甲子園2017 in 新宿BLAZE」
- 01月04日 テレビ東京「オールナイトミュージック」にてぴゅあ娘のMVが月間ヘビロテされる。
- 01月09日 Zepp DiverCity TOKYOにて新曲「キミを誰より。」を初披露。ぴゅあ娘、青SHUN学園、Star☆Tでの全国ツアー開催を発表[6]。
- 01月15日 ビューティフルエクスペリエンス主催「第一回 Club CAMELOT アイドル・フェス～C.C.I.F～」に出演。「ゆうにゃぴ成人記念1stソロ＆ぴゅあ娘ライブ」を行う。
- 01月25日 表参道GROUNDにてぴゅあ娘定期ライブ2017「大好きな想い伝えたい」を行う。
- 02月01日 「PYUACCO ONLINE」を開設。
- 02月12日 表参道GROUNDにて、ぴゅあ娘主催定期「ぴゅあ娘X青SHUN学園XQunQun 東京↔福岡♥バレンタイン3マンライブ」を行う。
- 02月19日 上野音横丁にて、青ぴゅあ学園娘’s単独定期「あおむすの！Let’s あおむすParty☆（仮）」を行う。
- 02月23日　表参道GROUNDにて、「ぴゅあ娘活動二周年記念定期ライブ」を行う。
- 03月03日 重大発表として、「ミキティー本物による新振付を3/11台湾ワンマンライブで初披露」「雑誌MARQUEE 紙面掲載をかけて！」イベント開催を発表。
- 03月11日 【台湾遠征2DAYS】4度目の台湾遠征で、杰克音樂「ぴゅあ娘3ｒｄワンマンライブ in 台湾」と「ぴゅあ娘メンバーとPURESOULで行く台湾観光バスツアー+食事会」を敢行。「3D LIVE Revolution」（チャオ ベッラ チンクエッティ他）にも2日間出演。
- 03月13日 「Ameba芸能人・有名人ブログ」で、ぴゅあ娘&メンバー全員のブログが一斉にスタートする。同時にブログタイトルで、全メンバーの本名も公開する。
- 03月20日 AKIBAカルチャーズ劇場にてTOKYO MX「～楽遊の高層アイドル!!収録ライブ～」
- 03月23日 表参道GROUNDにて、「ぴゅあ娘定期公演　女性無料で、もっともっと大好きな思いを伝えたい。」を行う。
- 03月25日 中野坂上S.U.B TOKYOにて、みくめろソロとして初の対バン出演。
- 04月04日 ココだけメール produced by UtaTen でのメール配信サービスを開始。
- 04月11日 渋谷　HMV&BOOKS TOKYO 5Fイベントスペース「MARQUEE vol.120 発売記念　ぴゅあ娘　トークショー＆サイン会」
- 04月16日 東京キネマ倶楽部「あおむす　初ワンマンライブ」参加アイドルユニットから次期定期ライブの選抜メンバー7名を決める入場投票で、1位みくめろ、2位ゆうにゃぴ、4位あきちゃん、6位まりちょすとなる。
- 04月16日 東京キネマ倶楽部「青SHUN学園×ぴゅあ娘×Star☆T 全国ファイナル」
- 04月18日 浜松町 文化放送1F サテライトスタジオ「スタートゲート」[7]
- 04月19日 表参道GROUNDにてぴゅあ娘定期公演「MARQUEE発売記念＆女性無料で、大好きな思いを伝えたい。」ゲスト：MMMatsumoto（MARQUEE編集長）
- 04月22日 【北海道遠征】２DAYS. HMV札幌ステラプレイス店 特設ステージ 。 札幌リンクスホール。
- 04月28日 渋谷ヒカリエSHOWROOMスタジオ。ぴゅあ娘初の冠番組(仮) スタート「ぴゅあ娘のエモカワ上昇中↑（仮） 」（隔週金曜18時～）
- 05月03日 文化放送サテライトスタジオ 超!A＆G「ペーパーアイドル!!」公開収録
- 05月05日 新宿ReNY「GIRLS POPS サミット×楽遊IDOL PASS」 みくめろインタビュー公開収録。TOKYO MXで放送。
- 05月05日 AKIHABARAバックステージpass 「BAKU POP FES'17～GWスペシャル～」 にあおむす（選抜メンバー7名）で出演。のちにTOKYO MX「つんつべ」で放送。
- 05月06日 日本武道館「武道館アイドル博2017」
- 05月27日 宮城　七ヶ浜国際村『TOHOKU GIRLS POPS サミット@七ヶ浜国際村』
- 06月02日 表参道GROUND ぴゅあ娘定期公演「女性無料、撮影タイムありで大好きな想いを伝えたい」
- 06月06日 表参道GROUND 「あおむす　選抜メンバー７人による定期ライブ」 出演：あおむす（選抜メンバー7名）＜ぴゅあ娘＞ ゆうにゃぴ みくめろ まりちょす あきちゃん ＜青SHUN学園＞ 原田真帆 西原束美 椎菜葉月
- 06月13日 渋谷 club asia ぴゅあ娘主催「エモカワロック vol.1」
- 07月04日 新宿レッドノーズ　ぴゅあ娘主催「エモカワ～新宿♡DSP夏の陣～3マン」
- 07月05日 四谷 OFFICE HIGUCHI 公開収録「初恋居酒屋」
- 07月06日 新宿レッドノーズ「ミニライブ＆ぴゅあ娘メンバーとの個別面談会」
- 07月15日 東京キネマ倶楽部「GIRLS×GIRLS×GIRLS」出演：飼沼みく(ぴゅあ娘♡みくめろ)/ ぴゅあ娘　他。 みくめろの芸名を「かいぬまみく」（愛称：みくめろ）に改名し、「かいぬまみく」名義で年内ソロCDリリースとMV撮影決定を発表。同日、eBookJapan にみくめろインタビュー記事公開。原宿POPUNUTED「アイドルの本棚」にみくめろインタビュー掲載。全国で配布開始。

### 2018年
- 01月04日 候補生に岩城ありすと双葉春菜が発表される。
- 02月22日 表参道GROUNDにて、ゲストに活動歴の近く親交の深い虹色幻想曲 〜プリズム・ファンタジア〜を招き「ぴゅあ娘活動二周年記念定期ライブ」を行う。
- 04月19日 かいぬまみくが体調不良でこの日のライブの出演を見送り、以後休業に入る。また、候補生の岩城ありすがこの日のライブを最後に活動を終了。
- 05月06日 候補生に愛野すみれが発表される。
- 06月18日 候補生の愛野すみれが学校生活優先のため次のステップに進めなかったこと（脱退）が発表される。（7月28日に埼玉県出身の小林莉奈として、NMB48第6期生合格が記者発表される）
- 07月22日 表参道GROUNDで候補生の雲野江理がでステージデビュー。
- 09月3日 雲野江理の除籍が発表される。
- 09月9日 渋谷clubasiaで主催ライブ「エモーショナルレスキュー」を開催。親交の深いアイドルグループ37組が出演し、開場前から120名の行列で500人以上動員する。
- 011月1日「エモーショナルレスキュー/初恋レトリック」を12月26日にユニバーサルミュージックよりメジャーリリースする事を発表。
- 011月24日 表参道GROUNDにて「メジャー第1弾記念定期公演SP」を開催。

### 2023年
- 01月　コロナ禍による充電の為活動休止

### 2024年
- 0春　再始動準備

### 2025年
- 02月28日　ライブ活動10周年の記念日に当日に、グループの改名および新コンセプトを発表。"エモーショナルでカワイイ"超エモカワ系アイドル「超ぴゅあ娘-super pyuacco-」となる。